# 鞘冠菊
鞘冠菊（学名：Coleostephus myconis）是菊科鞘冠菊属的植物。分布在地中海地区以及中国大陆的北京等地，目前已由人工引种栽培。